# Diego Giugovaz
Diego Giugovaz (Milano, 11 ottobre 1972) è un pilota motociclistico italiano.

## Carriera
Nel 1997 vince il campionato Italiano Sport Production nella classe 125, mentre nel 1998 vince il campionato Italiano Velocità nella classe 250. Sempre nel 1998 si classifica al terzo posto nel campionato europeo classe 250. 
Ha debuttato nel motomondiale in occasione del GP Città di Imola 1998 alla guida di una Aprilia; nello stesso anno disputa altre due corse, cogliendo, come miglior risultato, il 13º posto al Gran premio d'Argentina. Ritorna nuovamente nel motomondiale nel 2001 quando disputa 12 gran premi senza raccogliere risultati di rilievo, iniziando la stagione con la Yamaha YZR 250 del team Edo Racing per poi venir sostituito a metà campionato circa da Tarō Sekiguchi, rientra nelle ultime quattro prove in calendario con l'Aprilia RSV 250 del team ufficiale MS Aprilia Racing in sostituzione di Klaus Nöhles.
Nella sua lunga carriera il pilota milanese è stato però capace di distinguersi nel campionato Europeo Velocità laureandosi campione continentale nel 2000 per la categoria 125 GP su una Aprilia. Passa poi alla Supersport nella quale si classifica quinto nel 2003 su Honda, secondo nel 2004 e vince il titolo nel 2006 su di una Yamaha.
In piena attività alla soglia dei quarant'anni, disputa vari campionati e trofei di livello nazionale, tra cui il campionato Italiano Velocità, dove è stato vice-campione Supersport nel 2004, sesto nel 2005, ottavo nel 2006, dodicesimo nel 2007 e 2008. Nel 2010 ha partecipato alla prima prova della Supersport 600 con una Kawasaki ZX-6R, giungendo all'ottavo posto. partecipa poi, come pilota titolare nella classe Supersport del campionato italiano. Nel 2014, 2015, 2016 e 2017 è pilolta titolare nell'italiano Supersport vincendo una gara in ciascuna di questi quattro campionati. Nel 2018 conclude l'ultima stagione nel CIV al ventesimo posto.
Inoltre collabora assiduamente con il mensile Dueruote dell'Editoriale Domus.

## Risultati in gara

### Motomondiale
| 1998 | Classe | Moto    |  |  |  |  |  |  |  |  |  |  |    |    |  |    |  |  | Punti | Pos. |
| ---- | ------ | ------- |  |  |  |  |  |  |  |  |  |  | -- | -- |  | -- |  |  | ----- | ---- |
| 1998 | 250    | Aprilia |  |  |  |  |  |  |  |  |  |  | 17 | 18 |  | 13 |  |  | 3     | 32º  |

| 1999 | Classe | Moto    |  |  |  |  |  |  |  |  |  |  |    |  |  |  |  |  | Punti | Pos. |
| ---- | ------ | ------- |  |  |  |  |  |  |  |  |  |  | -- |  |  |  |  |  | ----- | ---- |
| 1999 | 125    | Aprilia |  |  |  |  |  |  |  |  |  |  | NP |  |  |  |  |  | 0     |      |

| 2001 | Classe | Moto             |    |    |    |     |    |  |     |    |     |  |  |  |    |    |    |     | Punti | Pos. |
| ---- | ------ | ---------------- | -- | -- | -- | --- | -- |  | --- | -- | --- |  |  |  | -- | -- | -- | --- | ----- | ---- |
| 2001 | 250    | Yamaha e Aprilia | 21 | 22 | 20 | Rit | SQ |  | Rit | 20 | Rit |  |  |  | 25 | 17 | 21 | Rit | 0     |      |

| Legenda | 1º posto        | 2º posto            | 3º posto            | A punti      | Senza punti        | Grassetto – Pole position Corsivo – Giro più veloce |
| Legenda | Gara non valida | Non qual./Non part. | Ritirato/Non class. | Squalificato | '-' Dato non disp. | Grassetto – Pole position Corsivo – Giro più veloce |

### Campionato mondiale Supersport
| 2002 | Moto   |    |    |    |    |    |   |     |    |  |  |  |  | Punti | Pos. |
| ---- | ------ | -- | -- | -- | -- | -- | - | --- | -- |  |  |  |  | ----- | ---- |
| 2002 | Yamaha | 18 | 19 | 19 | 17 | 13 | 9 | Rit | 24 |  |  |  |  | 10    | 23º  |

| 2004 | Moto  |  |  |  |    |  |  |  |  |  |  |  |  | Punti | Pos. |
| ---- | ----- |  |  |  | -- |  |  |  |  |  |  |  |  | ----- | ---- |
| 2004 | Honda |  |  |  | 13 |  |  |  |  |  |  |  |  | 3     | 39º  |

| Legenda | 1º posto        | 2º posto            | 3º posto           | A punti      | Senza punti        | Grassetto – Pole position Corsivo – Giro più veloce |
| Legenda | Gara non valida | Non qual./Non part. | Ritirato/Non class | Squalificato | '-' Dato non disp. | Grassetto – Pole position Corsivo – Giro più veloce |